# Roturación

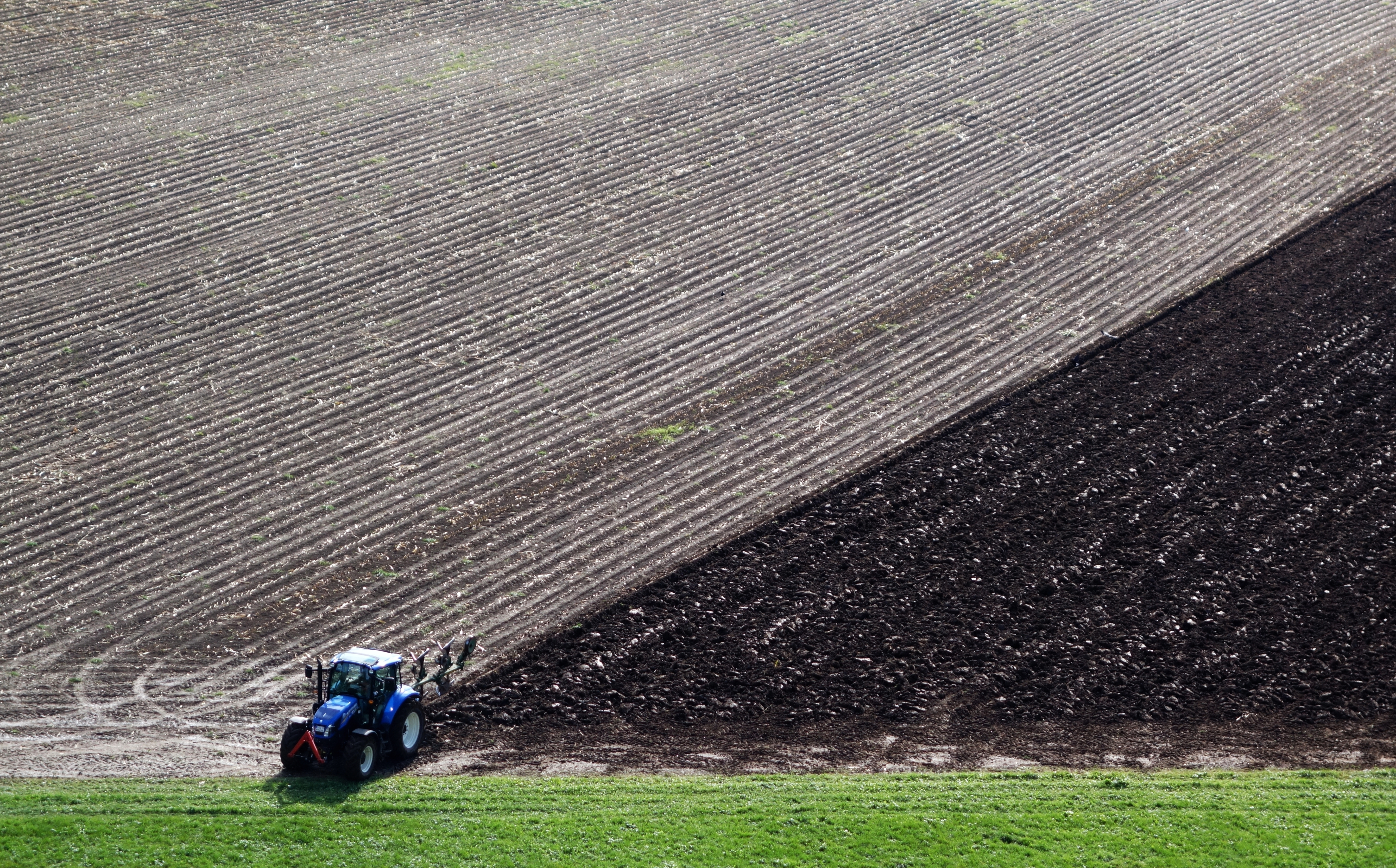
Roturación del terreno

La roturación del suelo es la acción agrícola de arar o labrar la superficie por primera vez; sobre terrenos eriales, es decir, que previamente no estaban cultivados. Con esta dura tarea se consigue oxigenar el terreno y permitir la entrada de otros agentes introducidos por la acción humana o natural. Es la apertura progresiva de nuevas tierras.
La necesidad de conservar los montes y bosques para asegurar el equilibrio de los agentes atmosféricos, mantener las corrientes, manantiales y cursos de agua y oponer un obstáculo a las inundaciones torrenciales ha conducido a dictar medidas legislativas que restringen o limitan los derechos de los propietarios.